# Heathfield (ort i Australien)
Heathfield är en ort i Australien. Den ligger i kommunen Adelaide Hills och delstaten South Australia, omkring 14 kilometer sydost om delstatshuvudstaden Adelaide. Antalet invånare är 1 001.
Runt Heathfield är det ganska tätbefolkat, med 56 invånare per kvadratkilometer.. Närmaste större samhälle är Adelaide, omkring 14 kilometer nordväst om Heathfield. 
I omgivningarna runt Heathfield växer i huvudsak blandskog. Genomsnittlig årsnederbörd är 729 millimeter. Den regnigaste månaden är juni, med i genomsnitt 133 mm nederbörd, och den torraste är december, med 21 mm nederbörd.